# Ebroin
Ebroin (auch Hebroin; † 680) war fränkischer Hausmeier in Neustrien. Er wollte die Macht Neustriens auch auf Burgund und Austrasien ausdehnen.

## Leben
656 war Sigibert III., der austrasische König, gerade gestorben, dessen Hausmeier Grimoald seinem Sohn Childebert den Thron verschafft hatte. Daraufhin riefen die neustrischen Großen ihren König Chlodwig II. auf, das Frankenreich wieder zu vereinen. Im Namen Chlodwigs wurde Grimoald in einem Hinterhalt gefangen genommen, nach Paris gebracht und dort 656 oder 657 im Kerker hingerichtet.
658 starb der neustrische Hausmeier Erchinoald. Seine Nachfolge trat Ebroin an, der nun unter Chlothar III. diente, der seinem Vater Chlodwig II. in Neustrien und Burgund nachgefolgt war. Es gelang Ebroin nicht, Grimoalds Sohn aus Austrasien zu vertreiben. Nach dessen Tod 662 war er gezwungen, den Austrasiern mit Chlodwigs jüngerem Sohn Childerich II. wiederum einen eigenen König zuzugestehen, für den der Hausmeier Wulfoald die Regierungsgeschäfte führte.
Ebroin bemühte sich, wenigstens die Verbindung von Burgund und Neustrien zu erhalten, aber die großen burgundischen Adligen wollten ihre Eigenständigkeit wahren und erhoben sich unter Leodegar, dem Bischof von Autun; sie bezwangen Ebroin und internierten ihn 673 im Kloster von Luxeuil. Sie veröffentlichten eine Proklamation, dass jedes Königreich seine eigenen Gesetze und Gebräuche beibehalten solle, dass es keine Amtsträger in mehreren Reichen geben solle und dass niemand mehr eine Tyrannei wie die des Ebroin errichten dürfe. Bald darauf jedoch wurde Leodegar von den Austrasiern unter Wulfoald geschlagen und ebenfalls ins Kloster Luxeuil verbannt.
675 nutzten beide Verbannten die allgemeine Anarchie, flüchteten aus dem Kloster und standen sich erneut gegenüber. Beide suchten Unterstützung durch merowingische Könige, Ebroin proklamierte sogar einen „falschen“ Merowinger Chlodwig (III.) als Herrscher. Leodegar wurde bei Autun besiegt, zur Kapitulation gezwungen und geblendet. Am 2. Oktober 679 schließlich wurde er nach harten Foltern getötet. Die Kirche sprach ihn später heilig.
Nach dem Tod seines langjährigen Gegners wurde Ebroin der einzige Herrscher der Franken, indem er seine Macht über Burgund ausbreitete und die Austrasier 678 bei Bois-du-Fay in der Nähe von Laon schlug. Sein Triumph war aber nur kurzlebig, er wurde 680 Opfer einer Attacke seiner zahllosen Feinde. Als sein Mörder gilt der neustrische Adlige Ermenfred.
Sein Nachfolger als Hausmeier in Neustrien wurde durch eine Adelswahl Waratto. In Austrasien wurde als Nachfolger von Wulfoald ab 679 Pippin der Mittlere Hausmeier, der wiederum 687 in der Schlacht bei Tertry die Neustrier unter dem fränkischen Gesamtkönig Theuderich III. und dem neuen Hausmeier Berchar entscheidend schlug und beide Teilreiche vereinigte. Dieser Sieg markiert den Beginn des Aufstiegs der Pippiniden bzw. späteren Karolinger.
Ebroin hatte einen Sohn namens Bobo, über den nichts weiter bekannt ist. Ein anderer Nachfahre könnte Graf Ebroin sein, der 721/22 in Rindern (Austrien) Schenkungen vornahm.

## Nachleben in der Literatur
Felix Dahn hat über Ebroin 1897 einen historischen Roman geschrieben.
- Ebroin. Historischer Roman aus der Völkerwanderung (= Kleine Romane aus der Völkerwanderung. 10). 2 Abteilungen. Breitkopf und Härtel, Leipzig 1897.